# 다마르주
다마르주(아랍어: ‏ذمار)는 예멘 중서부 지방에 위치한 주로, 주도는 다마르이며 인구는 1,330,108명(2004년 기준), 면적은 8,705km2이다.